# Pandanus hystrix
Pandanus hystrix är en enhjärtbladig växtart som beskrevs av Ugolino Martelli. Pandanus hystrix ingår i släktet Pandanus och familjen Pandanaceae. Inga underarter finns listade.